# ジーテクト
株式会社ジーテクト（G-TEKT CORPORATION）は、埼玉県さいたま市大宮区に本社を置くホンダ系の大手車体部品メーカーである。

## 概要
車体骨格部品メーカー大手で、本田技研工業の持分法適用関連会社。2011年に菊池プレス工業と高尾金属工業が合併して誕生した。存続会社は菊池プレス工業。
本田技研工業、トヨタ自動車、富士重工業、マツダ、日産自動車、BMWなど様々な自動車メーカーと取引を行っている。積極的に海外展開を進めており、海外売上高比率は77%程ある。JPX日経インデックス400採用銘柄。

## 沿革
- 1952年（昭和27年）- 和歌山県田辺市に高尾金属工業株式会社を設立。
- 1953年（昭和28年）- 自動車用部品の製造及び販売を目的として、東京都三鷹市に菊池ボデー工業有限会社（菊池プレス工業の前身）を設立。
- 1963年（昭和38年）- 菊池プレス工業有限会社を資本金10,000千円の株式会社に改組。商号を菊池プレス工業株式会社に変更、本店を東京都三鷹市に置く。
- 1971年（昭和46年）- 高尾金属工業が滋賀県甲賀市に本店を移転。
- 1984年（昭和59年）- 米国オハイオ州に菊池プレス工業、高尾金属工業、ヒラタ、本郷（以上2社は現・エイチワン）、American Honda Motor Co.,Inc.の5社合弁によりK･T･H Parts Industries,Inc.を設立。
- 2002年（平成14年）- 菊池プレス工業が東京都羽村市に本店を移転。
- 2004年（平成16年）- 菊池プレス工業が日本証券業協会への店頭登録を取消し、ジャスダック証券取引所（現JASDAQ（スタンダード））に株式を上場。
- 2011年（平成23年）
  - 菊池プレス工業が高尾金属工業を合併。商号を株式会社ジーテクトに変更。本店を埼玉県さいたま市に移転。
  - インドにおける事業再構築のため、連結子会社を再編することとし、インド・ラジャスタン州にG-TEKT India Private Ltd.を設立。
- 2012年（平成24年）
  - 2月 - インドネシア・西ジャワ州にPT.G-TEKT Indonesia Manufacturingを設立。
  - 3月 - 当社及びエイチワンの合弁により、メキシコ・グアナファト州にG-ONE AUTO PARTS DE MEXICO, S.A. DE C.V.を設立。
- 2013年（平成25年）
  - 4月 - 米国オハイオ州にG-TEKT North America Corporationを設立。
  - 7月 - 東京証券取引所と大阪証券取引所の市場統合に伴い、東京証券取引所JASDAQ（スタンダード）に株式を上場。
  - 9月 - メキシコ・グアナファト州にG-TEKT MEXICO CORP. S.A. DE C.V.を設立。PT.Auto-Body Manufacturing Indonesiaを完全子会社化。
- 2014年（平成26年）- 東京証券取引所第一部に市場変更
- 2015年（平成27年）6月 - ドイツ・バイエルン州にG-TEKT(Deutschland) GmbH.を設立。
- 2017年（平成29年）
  - 10月 - 中国・上海市にG-TEKT Shanghai Representative Officeを新設。
  - 12月 - スロバキア・二トラ市にG-TEKT Slovakia, s.r.o.を設立。
- 2018年（平成30年）4月 - 東京都羽村市にG-TEKT TOKYO LABを新設。

## 事業内容
- 車体骨格部品
  - ダッシュボードアッパー、ダッシュボードロアー、フロントピラー、センターピラー、リヤパネル、リヤピラー、ラジエーターサポートなど

- 厚物精密部品
  - A/T部品（自動変速機）、CVT部品（無段変速機）、鍛造部品、ホルダー、センサー、タイミングプーリーなど

- 金型・生産システム
  - 汎用マルチ溶接機、プレス搬送装置など

## 社名の由来
G-TEKTのGにはGenba（現場）、Global（グローバル）、Grow up（成長）、Green（環境）の意が込められている。またTEはTechnology、KTは合併前の両社名、菊池プレス工業（Kikuchi）、高尾金属工業（Takao）の頭文字である。

## 拠点
- 国内拠点
  - 本社 - 埼玉県さいたま市
  - 埼玉工場 - 埼玉県深谷市
  - 埼玉工場羽村事業所 - 東京都羽村市
  - 羽村事務所 - 東京都羽村市
  - 栃木工場 - 栃木県さくら市
  - C&C栃木 - 栃木県塩谷郡高根沢町
  - 群馬工場 - 群馬県太田市
  - 滋賀工場 - 滋賀県甲賀市
- 海外拠点
  - アメリカ
    - Jefferson Industries Corporation（JIC）- オハイオ州
    - G-TEKT North America Corporation (G-NAC) - オハイオ州
    - Jefferson Southern Corporation（JSC）- ジョージア州
    - Austin Tri-Hawk Automotive, Inc.（ATA）- インディアナ州
    - G-TEKT America Corporation（G-TAC）- ミシガン州

  - カナダ
    - Jefferson Elora Corporation（JEC）- オンタリオ州

  - メキシコ
    - G-TEKT MEXICO CORP S.A. DE C.V. (G-MEX) - グアナファト州
    - G-ONE AUTO PARTS DE MEXICO, S.A. DE C.V.（G-ONE）- グアナファト州

  - ブラジル
    - G-KT do Brasil Ltda.（G-KTB）- サンパウロ州

  - イギリス
    - G-TEKT Europe Manufacturing Ltd.（G-TEM）- グロスター州
    - G-TEKT Europe Manufacturing Ltd.（G-TEM2）- グウェント州
    - G-TEKT Europe Manufacturing Ltd.（G-TEM3) - グウェント州

  - 中国
    - Auto Parts Alliance (China) Ltd.（APAC）- 広東省広州市
    - Auto Parts Alliance (China) Ltd.（APAC 2）- 広東省広州増城区
    - Conghua K&S Auto Parts Co.,Ltd.（CKS）- 広東省広州従化区
    - Wuhan Auto Parts Alliance Co.,Ltd.（WAPAC）- 湖北省武漢市

  - インド
    - G-TEKT India Private Ltd.（G-TIP）- ラージャスターン州

  - タイ
    - G-TEKT (Thailand) Co., Ltd.（G-TTC）- アユタヤ県
    - G-TEKT Eastern Co., Ltd.（G-TEC）- ラヨーン県
    - Thai G&B Manufacturing Ltd.（TGB）- ラヨーン県
    - G-TEKT Eastern Co., Ltd.（G-TEC2）- チャチューンサオ県

  - インドネシア
    - PT.G-TEKT Indonesia Manufacturing（G-TIM）- 西ジャワ州